# Europas Grand Prix 2001
Europas Grand Prix 2001 var det nionde av 17 lopp ingående i formel 1-VM 2001. Loppet kördes i Tyskland.

## Resultat
1. Michael Schumacher, Ferrari, 10 poäng
2. Juan Pablo Montoya, Williams-BMW, 6
3. David Coulthard, McLaren-Mercedes, 4
4. Ralf Schumacher, Williams-BMW, 3
5. Rubens Barrichello, Ferrari, 2
6. Mika Häkkinen, McLaren-Mercedes, 1
7. Eddie Irvine, Jaguar-Cosworth
8. Pedro de la Rosa, Jaguar-Cosworth
9. Jacques Villeneuve, BAR-Honda
10. Kimi Räikkönen, Sauber-Petronas
11. Giancarlo Fisichella, Benetton-Renault
12. Luciano Burti, Prost-Acer
13. Jenson Button, Benetton-Renault
14. Fernando Alonso, Minardi-European
15. Jean Alesi, Prost-Acer (varv 64, snurrade av)

### Förare som bröt loppet
- Jos Verstappen, Arrows-Asiatech (varv 58, motor)
- Nick Heidfeld, Sauber-Petronas (54, drivaxel)
- Heinz-Harald Frentzen, Jordan-Honda (48, snurrade av)
- Jarno Trulli, Jordan-Honda (44, transmission)
- Enrique Bernoldi, Arrows-Asiatech (29, växellåda)
- Olivier Panis, BAR-Honda (23, elsystem)
- Tarso Marques, Minardi-European (7, elsystem)

## VM-ställning
| Förarmästerskapet 1. Michael Schumacher, Ferrari, 68 2. David Coulthard, McLaren-Mercedes, 44 3. Rubens Barrichello, Ferrari, 26 | Konstruktörsmästerskapet 1. Ferrari, 94 2. McLaren-Mercedes, 53 3. Williams-BMW, 37 |